# Tisbe variana
Tisbe variana är en kräftdjursart som beskrevs av Volkmann 1979. Tisbe variana ingår i släktet Tisbe och familjen Tisbidae. Inga underarter finns listade i Catalogue of Life.